# كوبو لن تسمح لي بأن أكون غير مرئي
كوبو لن تسمح لي بأن أكون غير مرئي هي سلسلة مانغا يابانية من تأليف ورسم نيني يوكيموري، تصدر في مجلة يونغ جمب الأسبوعية منذ أكتوبر 2019 وجمعت في 11 تانكوبون ومن المقرر عرض مسلسل أنمي مقتبس من المانغا ومن إنتاج باين جام في يناير 2023.